# Absorba
Absorba est une marque de vêtements française créée en 1949 et propriété de la société Kidiliz Group (ex Zannier). La gamme est structurée autour de quatre catégories de produits : la puériculture, les vêtements de jour, de nuit et les sous-vêtements à destination des 0 à 14 ans. Elle est aujourd'hui leader mondial du marché de la layette avec 18 millions de pièces écoulées en 2016.

## Histoire
MM. Giot et Gitton, un couple de publicitaires français, créent la marque Absorba en 1949 avec des couches absorbantes, confortables et douces. La marque est achetée par Poron en 1954. Elle se diversifie dès 1965 avec la production d'articles de layette et de sous-vêtements.

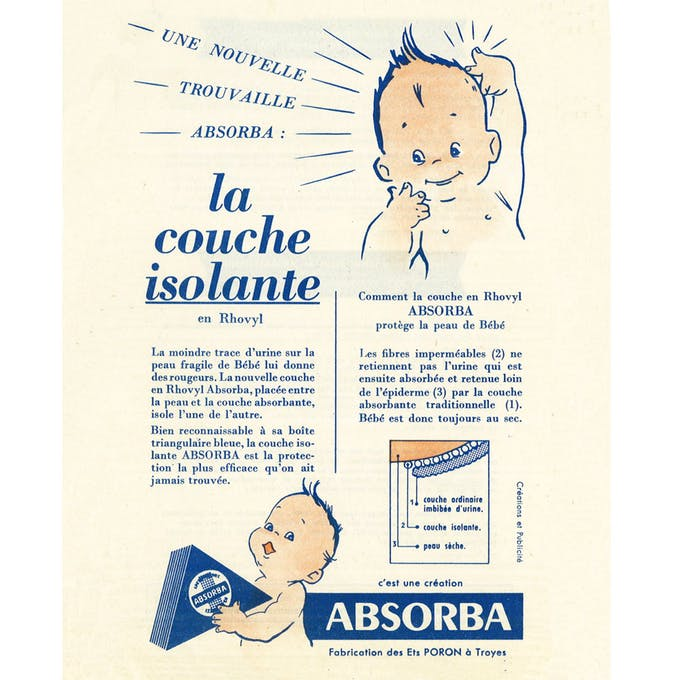
Publicité des années 1950.

Cette marque devenue une marque de référence connaît ensuite les viccissitudes du secteur textile auquel elle appartient. Absorba est racheté en 1991 par le Groupe Zannier, lui-même devenant Kidiliz Group en 2016. Ce groupe Kidiliz est placé en redressement judiciaire en 2020 et démantelé. Plusieurs marques dont Absorba sont acquises par 
ÏDKIDS,.

## Canaux de distribution
Absorba est aussi tourné vers l’international.
Elle est une marque multicanaux présente sur 3 circuits principaux : l'e-commerce, les grandes surfaces spécialisées (GSS) ainsi que la grande distribution (GMS).

### L’e-commerce
Les principaux sites web, tel Amazon, etc..,  proposent cette marque, ainsi que le site d'ÏDKIDS.

### Lesgrandes surfaces spécialisées(GSS)
La marque dispose de peu de magasin propre dédié à cette seule marque. Le groupe ÏDKIDS possède des magasins multimarques.
Les articles sont aussi disponibles auprès de détaillants multimarques et puériculteurs (2200 points de vente) ainsi que dans les Grands Magasins — tels groupe Kering, groupe Galeries Lafayette, Harrods, Coin, El Corte Inglés — qui représentent environ une centaine de points de vente.

### Lagrande distribution(GMS)
On retrouve les produits dans les grandes chaînes de distribution françaises : Intermarché, Carrefour, E.Leclerc, Auchan, Système U.
À l'international, Absorba est présent dans le Sud-Est asiatique, en Amérique du Nord, en Amérique latine, au Moyen-Orient, ainsi que dans les pays du Maghreb.

## Identité visuelle
La marque a connu plusieurs logos. Le premier était un simple rectangle bleu où était marqué « ABSORBA » en blanc. Le second est un globe stylisé bleu-blanc-rouge et la marque est inscrite sous « absorba » en police d'écriture « courrier ». Le nouveau logo reprend le nom de la marque et y ajoute le slogan « habille les enfants depuis 1949 » ainsi que son attachement à sa patrie d'origine « création française », élément marketing synonyme de qualité dans le domaine des vêtements, surtout à l'international.

Historique des logos de la marque Absorba
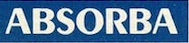
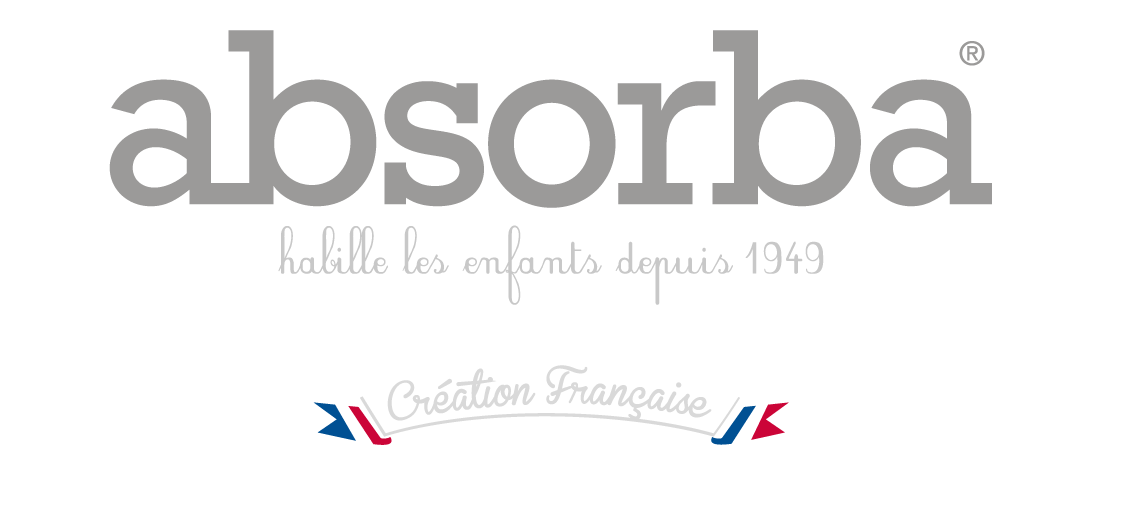